# Roissyphérique
Le Roissyphérique est un projet de téléphérique urbain dévoilé en 2014, envisagé entre la gare de Goussainville, sur la commune de Goussainville, desservie par le RER D, et la station Rond-point de Paris sur la commune de Roissy-en-France, à proximité de la future gare du RER B, nommée « Aérofret ». En 2016, sa mise en service est prévue en 2025.
Il comprend provisoirement quinze stations, ce qui en fait le projet de téléphérique urbain composé du plus grand nombre de stations en Île-de-France.
Il devrait desservir notamment le centre commercial d'Aéroville, la zone hôtelière de Roissy et le futur International Trade Center (centre de commerce international).